# Екстремальний метал
Екстремальний метал (англ. Extreme metal) — термін класифікації музичних стилів, який використовується на означення частини піджанрів важкого металу котрі виокремились з хеві-металу починаючи з 1980-х років. Від попередників відрізняється швидшою музикою у поєднанні з переважаючими формами екстремального вокалу — гроулу і скриму, та сучаснішими, за традиційний хеві, виконавчими засобами. До класичних видів відносять треш, дез, блек і дум-метал чи їх поєднання. Предтечею виникнення вважається спід-метал, хоча окремі оглядачі також включають його до екстремальних напрямків. Лірично різноманітний: присутні тексти гедонізму, соціальних антагонізмів, окультизму, різнотематичні концептуальні альбоми тощо.